# Добужинский, Дмитрий Юрьевич

## Биография

### Образование
В 1985 году Добужинский окончил Всероссийский Государственный Институт Кинематографии (ВГИК).

### Карьера
Дмитрий Добужинский работает в области кино, телевидения и рекламы более 35 лет.
Начал свою карьеру в 1980 году, работая ассистентом продюсера.
C 1985 по 1990 год работал линейным и исполнительным продюсером полнометражных художественных и документальных фильмов на Мосфильме и киностудии имени Горького.
В эти годы Дмитрий Добужинский работал над такими фильмами как: «Почва» для компании Shell, «Кикс» (реж. С.Ливнев), «Пушкин» (реж. Тони Палмера ).
В 1991 году присоединился к рекламному отделу при Медиа Холдинге Video International.
В 1998 году Добужинский основал с партнером Александром Фарбером собственную компанию Park Production.
В 2005 на базе киноотдела Park Production Дмитрий Добужинский создал компанию Park Cinema, занимающуюся производством кино и телевизионных фильмов.
Работая в рекламном бизнесе, Дмитрий Добужинский спродюсировал более 3000 рекламных и корпоративных видео для таких брендов, как Сбер, Coca-Cola, Ferrero Russia, KIA Motors, Т-Банк, Renault, Ford Motor Co, МТС, BeeLine, Megafon, Toyota, X5 RetailGroup, Volkswagen, Wimm Bill Dann, PepsiCo, ВТБ, Яндекс, VK, Авито, Ozon, Lenta, Magnit, MayTea, Мясницкий Ряд, Danone, ФармСтандарт, Балтика, Sony, Samsung, Heineken, Master Foods, Ssang Yong, Mars, Procter & Gamble,Cadbury,Unilever, Hewlett Packard, Сибнефть, Внешторгбанк, Bosch,Siemens, LG Electronics, Multon и многих других.

## Семья
Прадед – Мстислав Валерианович Добужинский (1875, Новгород — 1957, Нью-Йорк) — русский художник, мастер городского пейзажа, участник творческого объединения «Мир искусства», известный театральный декоратор, который работал с легендарными режиссерами и хореографами.

## Фильмография

### Продюсер
2004 – сериал «Холостяки»
2005 – сериал «Золотой телёнок» (реж.
Ульяна Шилкина)
(исполнительный продюсер)
2006 – короткометражный фильм «Сказка, рассказанная на ночь» (реж. Ольга Городецкая)
2007 – фильм «Мороз по коже» (реж. Крис Солимайн)
2007 – фильм «Ночные сестры» (реж. Алексей Мурадов)
2008 – фильм «Выбор моей мамочки» (реж. Светлана Демина)
2008 – фильм «Снежный человек» (реж. Константин Чармадов)
2009 – фильм «Ваша остановка, мадам!» (реж.
Сергей Комаров)
2010 - фильм «Хранители сети» (реж. Олег Погодин)
2010 – фильм «Наша Russia: Яйца Судьбы» (реж. Глеб Орлов)
2011 – фильм «Дом» (реж. Олег Погодин)
2013 – сериал «Шерлок Холмс» (реж. Андрей Кавун)
(исполнительный продюсер)
2013 – мини-сериал «Бесценная любовь» (реж. Игорь Ройзман)
2013 – сериал «Черные кошки»              (реж. Евгений Лаврентьев)
2015 – сериал «Счастье - это...»
2016 – сериал «Гостиница "Россия"» (реж. Сергей Сенцов)
2017 – мини-сериал «Трюфельный пёс королевы Джованны» (реж. Олег Штром)
2017 – мини-сериал «Алмазы Цирцеи» (реж. Олег Штром)
2017 – мини-сериал «Алтарь Тристана» (реж. Олег Штром)
2017 – сериал «Детективы Анны Малышевой. Фильм 3: Трюфельный пёс королевы Джованны» (реж. Николай Барышников)
2017 – сериал «Детективы Анны Малышевой. Фильм 4: Алтарь Тристана» (реж. Николай Барышников)
2017 – сериал «Детективы Анны Малышевой. Фильм 5: Алмазы Цирцеи»
(реж. Николай Барышников) 
2018 – сериал «Детективы Анны Малышевой. Фильм 6: Сфинксы северных ворот» (реж. Николай Барышников)
2018 – мини-сериал «Сфинксы северных ворот» (реж. Олег Штром)
2018 – сериал «Отпуск по собственному желанию»
2019 – фильм «Люби их всех» (реж. Мария Агранович)
2021 – сериал «Клиника счастья» (реж. Александр Кириенко)
2023 – сериал «Позывной неизвестен» (реж. Андрей Берченко)
2024 - сериал «Экстрим» (в производстве) (реж. Андрей Берченко)

### Актер
2008 – Пестренький в фильм «Непобедимый» (реж. Олег Погодин)
2010 – Банкир в фильме «Хранители сети» (реж. Олег Погодин)
2016 – Дипломат в сериале «Гостиница "Россия"» (реж. Сергей Сенцов)

## Призы и награды
- 3 Каннских Льва: две Бронзы и Серебро, неоднократное попадание в  шортлисты
- Epica - Бронза
- Golden Drum
- Eurobest
- Международный фестиваль рекламы Red Apple
- Houston Festival